# Jane Grey

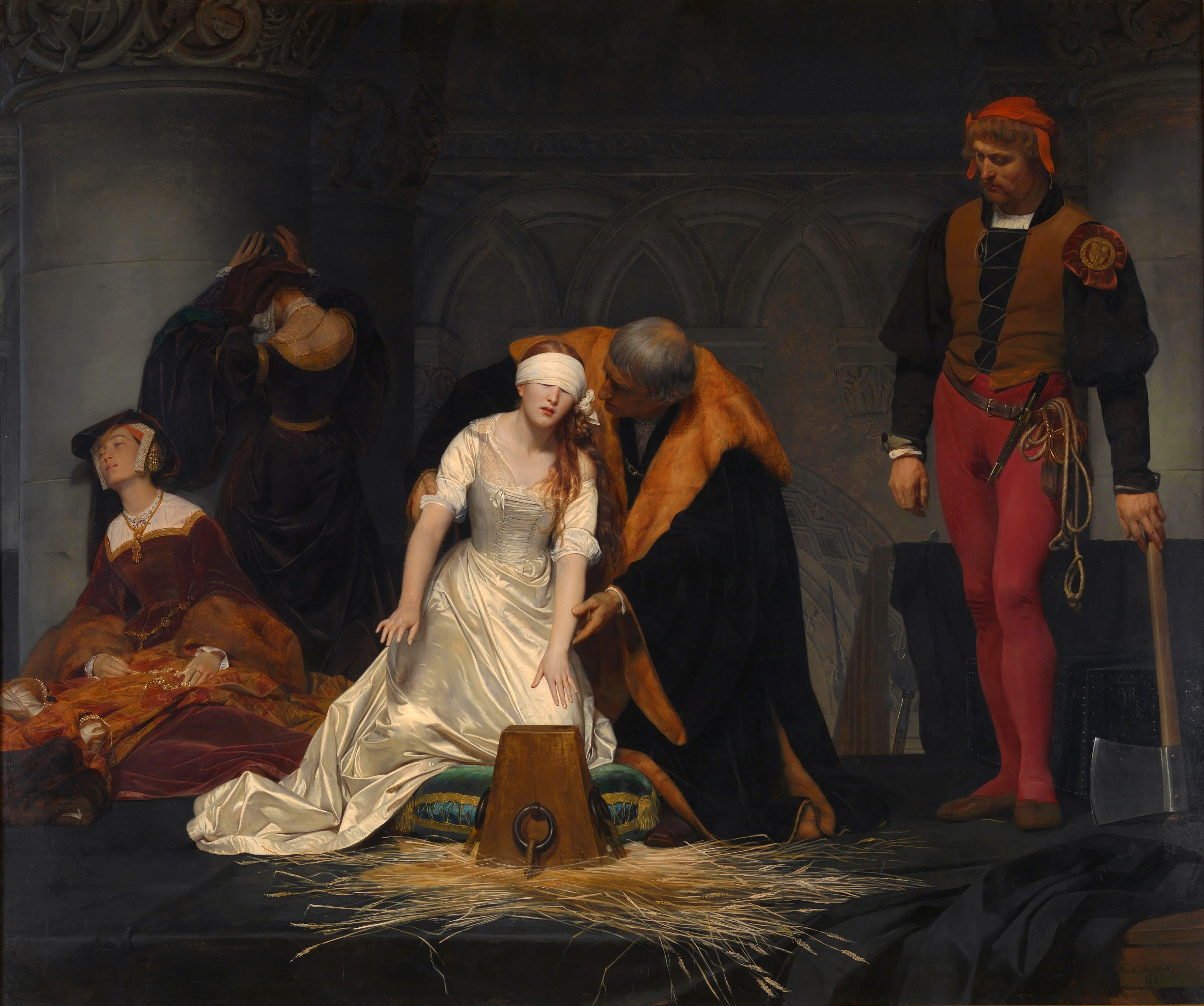
Execució de lady Jane Grey, obra de Paul Delaroche (1833)

Joana Grey (en anglès: Jane Grey) (1536/1537 – 12 de febrer del 1554) va ser pretendent al tron d'Anglaterra i Irlanda, i va esdevenir la reina d'Anglaterra de facto durant nou dies el juliol de l'any 1553. Va morir executada a causa de la revolta de Thomas Wyatt.
Lady Joana tenia la reputació de ser una de les dones més ben instruïdes del seu temps, i l'historiador Alison Weir la descriu com "una de les ments femenines més brillants del segle".
La pretensió al tron de Joana Grey tenia l'origen en la seva àvia materna Maria Tudor, filla del primer rei de la dinastia Enric VII.
Molt bella i intel·ligent, aprengué el grec i l'hebreu i brillà ben aviat en la cort, tant per les seves condicions personals com pel seu il·lustre nom. El duc de Northumberland, John Dudley, va saber convèncer el rei Enric que la jove Grey podia aspirar al tron d'Anglaterra a la mort d'Eduard, la salut del qual era molt dèbil, i poc temps després la demanà en matrimoni per al seu fill Guilford. Jane s'hi negà, però hagué de cedir a la força; el matrimoni se celebrà el 21 de maig de 1553 i, segons els historiadors, la jove va caure malalta a conseqüència del disgust.
Eduard morí el 6 de juliol del mateix any i els Dudley, recolzant-se en el testament del rei, el qual havia modificat l'ordre de successió a la corona seguint els consells del duc, proclamaren reina Jane, la qual s'hi negà si el Parlament no la reconeixia. El 10 de juliol Jane Grey va ser proclamada reina per Dudley i els seus partidaris, i el mateix dia la carta de Maria al consell donant ordres per a la seva proclamació va arribar a Londres. El 12 de juliol, Maria i els seus partidaris havien reunit una força militar al castell de Framlingham, Suffolk i com el suport de Northumberland es va esfondrar, Jane va ser deposada el 19 de juliol i empresonada com Northumberland a la Torre de Londres. Maria va reconèixer la innocència de Jane i la perdonà, però la conspiració de Thomas Wyatt la feu canviar d'opinió i la infortunada jove morí en el cadafal, junt amb el seu marit, amb el qual no havia volgut reconciliar-se, quan encara no havia complert els disset anys.
Els seus escrits, els publicaren: Nicolas (Memoirs and remains of Lady Jane Grey (Londres, 1832); Frère (Fragments litteraires de Lady Jane Grey (Rouen, 1832).